# Маргарита Савойска
Вижте пояснителната страница за други личности с името Маргарита Савойска.
Маргарита Савойска (на немски: Margarethe von Savoyen, на италиански: Margherita di Savoia; * 7 август 1420, Морж, Во, Савойско графство; † 30 септември 1479, Щутгарт, Графство Вюртемберг) е чрез женитба херцогиня на Калабрия и Анжу, графиня на Прованс, Форкалкие и Мен, пфалцграфиня на Рейн, графиня на Вюртемберг.

## Произход
Маргарита е дъщеря на граф Амадей VIII Миролюбивият (* 1383, † 1451), 19-и граф на Савоя от 1391 г. и херцог на Савоя от 1416 г., като Феликс V последен католически антипапа (1439 – 1449), и на съпругата му Мария Бургундска (* 1386, † 1422 или 1428), принцеса от Бургундия. Нейни дядо и баба по бащина линия са Амадей VII, 18-и граф на Савоя, и Бона дьо Бери, а по майчина – Филип II Смели, херцог на Бургундия (1363 – 1404), и Маргарита III Фландърска.
Има пет братя и три сестри:
- Маргарита (* 1405, † 1418)
- Антонио (* 1407, † 1407)
- Антонио (* 1408, † 1408)
- Мария (* 1411, † 1469), херцогиня на Милано като съпруга на Филипо Мария Висконти
- Амадей (* 1412, † 1431), принц на Пиемонт
- Лудвиг I Стари (* 1413, † 1465), 2-ри херцог на Савоя (1440 – 1465), принц на Пиемонт, граф на Аоста, на Мориен и на Ница, съпруг на Анна дьо Лузинян Кипърска
- Бона (* 1415, † 1430)
- Филип (* 1417, † 1444), граф на Женева

## Биография
Маргарита израства в Торино, Савойското графство. На 14 г. се омъжва за Луи III Анжуйски, титулярен крал на Сицилия, който умира малко след сватбата. През 1444 г. се омъжва за пфалцграф Лудвиг IV от Пфалц. Останала отново вдовица през 1449 г., тя се омъжва за граф Улрих V от Вюртемберг през 1453 г.
Маргарита е запалена по литературата и колекционира ръкописи, поръчани или закупени. Умира на 59-годишна възраст в Щутгарт. Погребана е в Колегиалната църква на града.

## Брак и потомство
Маргарита се омъжва три пъти:
1. ∞ 1432 за херцог Луи III Валоа-Анжуйски (* 25 септември 1403, † 12 ноември 1434, Козенца), херцог на Анжу (1417 – 1434) и Калабрия (1426 – 1434), титулярен крал на Йерусалим, Неапол и Сицилия (1417 – 1434), граф на Прованс, на Форкалкие и на Мен (1417 – 1434), от когото няма деца.
2. ∞ 1444 за Лудвиг IV фон Пфалц (* 1 януари 1424, Хайделберг; † 13 август 1449, Вормс), пфалцграф и курфюрст на Рейн (1436 – 1449), от когото един син:
- Филип фон Пфалц (* 14 юли 1448; † 28 февруари 1508), курфюрст на Пфалц; ∞ 17 април 1474 в Амберг за Маргарета Баварска (* 1456, † 1501), дъщеря на херцог Лудвиг IX от Бавария-Ландсхут и на съпругата му принцеса Амалия Саксонска, от която има 14 деца.

3. ∞ 11 ноември 1453 в Щутгарт за граф Улрих V Многообичания (* 1413, † 1 септември 1480 в Леонберг), граф на Вюртемберг (1433 – 1441), граф на Вюртемберг-Щутгарт (1441 – 1480) и граф на Монбеяр (с Лудвиг I) (1419 – 1426 и 1433 – 1442), от когото има три дъщери:
- Елена фон Вюртемберг (* сл. 1453; † 19 февруари 1506), ∞ 26 февруари 1476 за граф Крафт VI фон Хоенлое (* 1452 в Нойенщайн; † 2 август 1503 пак там), граф на Хоенлое и домхер (свещеник) в Майнц и Шпайер, от когото има 17 деца.
- Маргарита фон Вюртемберг (* сл. 1453; † 21 юли 1479 в манастир Либенау, Вормс), ∞ 23 април 1469 за граф Филип фон Епщайн-Кьонигщайн (* сл. 1440/ок. 1460, Кьонигщайн; † 28 ноември 1480/14 февруари 1481), граф на Епщайн-Кьонигщайн и конетабъл на Майнц, от когото няма деца.
- Филипина фон Вюртемберг (* сл. 1453; † 4 юни 1475, Веерт), ∞ 1470 за граф Якоб II фон Хорн († 8 октомври 1530), граф на Хорн, от когото няма деца.